# Oleg Pawlowitsch Kopajew
Oleg Pawlowitsch Kopajew (russisch Олег Павлович Копаев; * 28. November 1937 in Jelez; † 3. April 2010 in Moskau) war ein sowjetischer Fußballspieler. Der Stürmer ergatterte zweimal den Titel des Torschützenkönigs der Wysschaja liga.

## Sportlicher Werdegang

### Vereinskarriere
Kopajew begann seine Karriere bei Spartak Jelez, wechselte aber im Alter von 19 Jahren zu ODO Woronesch. Sein Talent fiel höherklassigen Teams auf. 1957 wurde er in die Hauptstadt Moskau beordert und schloss sich ZSKA Moskau an. In der Wysschaja liga blieb ihm jedoch zunächst der Durchbruch verwehrt, so dass er sich nach nur einer Spielzeit SKWO Lwiw anschloss. Wiederum spielte er lediglich eine Spielzeit für den Klub.
Bei seinem neuen Klub, dem SKA Rostow, schaffte Kopajew den Durchbruch. Als Stammspieler im Sturm des Klubs etablierte er sich als regelmäßiger Torschütze. In der Spielzeit 1963 krönte er sich mit 27 Saisontoren erstmals zum Torschützenkönig der höchsten sowjetischen Spielklasse. 1965 wiederholte er den Erfolg in der Wysschaja liga, dieses Mal reichten ihm 18 Tore zum Torschützenkönig.
Bis 1968 lief Kopajew für SKA Rostow auf. Anschließend wechselte er als Assistenztrainer auf die Ersatzbank und betreute bis 1971 den Klub.

### Nationalmannschaft
In der Folge seines Erfolges als Torschützenkönig gehörte Kopajew 1964 der sowjetischen Nationalmannschaft an, die als Olympiaauswahl in der Qualifikation zu den Olympischen Spielen 1964 antrat. Dabei bestritt er ein Spiel, bei dem er zum 1:1-Unentschieden gegen die Deutschland repräsentierende DDR-Auswahl ein Tor beitrug. Mit seinem zweiten Titel als Torschützenkönig empfahl er sich nach einjähriger Abwesenheit erneut für die sowjetische Nationalmannschaft, in die er im November 1965 zurückkehrte. Bis zum Mai des folgenden Jahres bestritt er insgesamt sieben Länderspiele, wobei das Spiel im Rahmen der Olympiaqualifikation von der FIFA nicht offiziell anerkannt wird. In den sechs anerkannten Spielen blieb er ohne Torerfolg.